# Коммунальный мост (Пермь)
Коммуна́льный мост — автомобильно-пешеходный мост через Каму в Перми. Связывает центр города, расположенный на левом берегу, с правобережной частью.

## Расположение
Соединяет улицу Попова (левый берег) и улицу Спешилова (правый берег). Выше по течению находится Камская ГЭС, ниже — Камский железнодорожный мост.

## История
Проект моста был разработан в институте «Гипрокоммундортранс», авторы проекта — инженеры А. Степанов, Г. Постова, Н. Довбенко и архитектор М. Магидсон. Строительство началось в 1961 году, работы выполнял Мостопоезд № 1/37 Мостостроительного треста № 4 Минтрансстроя СССР.
В процессе работы был освоен новый способ устройства фундамента, с применением буронабивных столбов из свай-оболочек диаметром 1600 мм, также было поставлено на поток производство предварительно напряжённых железобетонных пролётных строений. Балочные пролётные строения и обе консоли одной рамы изготовлялись на приобъектном полигоне и затем перевозились на плаву к месту установки. Масса одного блока — ригеля рамы длиной 84,7 м — достигла 1200 т. После доставки и установки блока на опору блок ригеля соединили с опорой натяжением специальной высокопрочной вертикально расположенной арматуры, что обеспечило жёсткое соединение всех частей рамы.
Мост был открыт для движения 1 ноября 1967 года.
Мост был построен с трамвайными путями, так как предполагалась активная застройка микрорайона Камская долина с трамвайной и троллейбусной сетью. Также существует версия, что трамвайные пути спроектировали из-за ограничения действующих норм на многополосность подобного моста в городах с населением до миллиона человек.
По мосту курсировал трамвай, маршрут № 13 (Сосновый бор — ул. М. Горького) с разворотным кольцом в Сосновом бору (современная круговая развязка). Ходил один состав с периодичностью в 1 час, исключительно в летний период (из-за нехватки мощности в Сосновом бору). В 1992 году из-за отсутствия планов по развитию микрорайона Камской долины трамвайные пути были заасфальтированы, а в 1994 демонтированы. В 2008 г. были заменены перильные и барьерные ограждения, освещение, гидроизоляция, покрытие проезжей части и тротуаров.
В 2008 г. мост был обследован сотрудниками Пермского филиала ОАО «Институт Гипростроймост». По результатам обследования было выявлено, что после 2016—2017 гг. мост нуждается в капитальном ремонте.

## Конструкция
Мост рамно-подвесной железобетонный. Общее количество пролётов — 16, 6 из них судоходные. Схема моста: 4×43,25 + 85,12 + 3×127 + 85,12 + 6×43,25 м. Судоходные пролёты по 127 м перекрыты рамно-подвесными пролётными строениями с консолями по 42 м и подвесными балками по 43 м. Остальные пролёты — балочные из предварительно напряжённого железобетона. Общая длина моста составляет 998 м, ширина 20 м (из них ширина проезжей части 16 м и два тротуара по 2 м).
Мост предназначен для движения автотранспорта и пешеходов. Проезжая часть моста включает в себя 4 полосы для движения автотранспорта. Покрытие проезжей части и тротуаров — асфальтобетон. Тротуары отделены от проезжей части высоким барьерным ограждением. Перильное ограждение металлическое сварное, простого рисунка.
- Вид с набережной
- На дальнем плане Камский железнодорожный мост
- Вечерний вид
- На почтовой марке 2023 года